# Sóftbol en los Juegos Panamericanos

Sóftbol

La prueba de Sóftbol fue admitida en los Juegos Panamericanos desde la octava edición que se celebró en San Juan (Puerto Rico) en 1979. Pero fue en el año de 2003, donde el torneo masculino fue interrumpido, hasta Toronto 2015 hizo su reaparición otra vez en el calendario Panamericano.

## Torneo masculino
| Sede               |                 | Medalla de oro       | Medalla de plata  |  | Medalla de bronce |
| 1979 San Juan      | Canadá (CAN)    | Estados Unidos (USA) | Puerto Rico (PUR) |  |                   |
| 1983 Caracas       | Canadá (CAN)    | Estados Unidos (USA) | Panamá (PAN)      |  |                   |
| 1987 Indianápolis  | Canadá (CAN)    | Estados Unidos (USA) | Cuba (CUB)        |  |                   |
| 1991 La Habana     | Canadá (CAN)    | Estados Unidos (USA) | Cuba (CUB)        |  |                   |
| 1995 Mar del Plata | Canadá (CAN)    | Estados Unidos (USA) | Cuba (CUB)        |  |                   |
| 1999 Winnipeg      | Canadá (CAN)    | Estados Unidos (USA) | Cuba (CUB)        |  |                   |
| 2003 Santo Domingo | Canadá (CAN)    | Estados Unidos (USA) | Argentina (ARG)   |  |                   |
| 2015 Toronto       | Canadá (CAN)    | Venezuela (VEN)      | Argentina (ARG)   |  |                   |
| 2019 Lima          | Argentina (ARG) | Estados Unidos (USA) | México (MEX)      |  |                   |

### Medallero
Actualizado Lima 2019
| Núm. | País                 | Oro | Plata | Bronce | Total |
| ---- | -------------------- | --- | ----- | ------ | ----- |
| 1    | Canadá (CAN)         | 8   | 0     | 0      | 8     |
| 2    | Argentina (ARG)      | 1   | 0     | 2      | 3     |
| 3    | Estados Unidos (USA) | 0   | 8     | 0      | 8     |
| 4    | Venezuela (VEN)      | 0   | 1     | 0      | 1     |
| 5    | Cuba (CUB)           | 0   | 0     | 4      | 4     |
| 6    | Panamá (PAN)         | 0   | 0     | 1      | 1     |
| 6    | Puerto Rico (PUR)    | 0   | 0     | 1      | 1     |
| 6    | México (MEX)         | 0   | 0     | 1      | 1     |

## Torneo femenino
| Sede                |                      | Medalla de oro                               | Medalla de plata           |  | Medalla de bronce |
| 1979 San Juan,      | Estados Unidos (USA) | Puerto Rico (PUR)                            | Belice (BIZ)               |  |                   |
| 1983 Caracas        | Canadá (CAN)         | Estados Unidos (USA)                         | Belice (BIZ)               |  |                   |
| 1987 Indianápolis   | Estados Unidos (USA) | Puerto Rico (PUR)                            | Canadá (CAN)               |  |                   |
| 1991 La Habana      | Estados Unidos (USA) | Canadá (CAN)                                 | Cuba (CUB)                 |  |                   |
| 1995 Mar del Plata  | Estados Unidos (USA) | Puerto Rico (PUR)                            | Cuba (CUB)                 |  |                   |
| 1999 Winnipeg       | Estados Unidos (USA) | Canadá (CAN)                                 | Cuba (CUB)                 |  |                   |
| 2003 Santo Domingo  | Estados Unidos (USA) | Canadá (CAN)                                 | República Dominicana (DOM) |  |                   |
| 2007 Río de Janeiro | Estados Unidos (USA) | Canadá (CAN) Venezuela (VEN) Juego cancelado |                            |  |                   |
| 2011 Guadalajara    | Estados Unidos (USA) | Canadá (CAN)                                 | Cuba (CUB)                 |  |                   |
| 2015 Toronto        | Canadá (CAN)         | Estados Unidos (USA)                         | Puerto Rico (PUR)          |  |                   |
| 2019 Lima           |                      | Estados Unidos (USA)                         | Canadá (CAN)               |  | Puerto Rico (PUR) |

### Medallero
Actualizado Toronto 2015
| Núm. | País                       | Oro | Plata | Bronce | Total |
| ---- | -------------------------- | --- | ----- | ------ | ----- |
| 1    | Estados Unidos (USA)       | 8   | 2     | 0      | 10    |
| 2    | Canadá (CAN)               | 2   | 5     | 1      | 8     |
| 3    | Puerto Rico (PUR)          | 0   | 3     | 1      | 4     |
| 4    | Venezuela (VEN)            | 0   | 1     | 0      | 1     |
| 5    | Cuba (CUB)                 | 0   | 0     | 4      | 4     |
| 6    | Belice (BIZ)               | 0   | 0     | 2      | 2     |
| 7    | República Dominicana (DOM) | 0   | 0     | 1      | 1     |

## Medallero histórico
Actualizado Toronto 2015
| Núm. | País                       | Oro | Plata | Bronce | Total |
| ---- | -------------------------- | --- | ----- | ------ | ----- |
| 1    | Canadá (CAN)               | 10  | 5     | 1      | 16    |
| 2    | Estados Unidos (USA)       | 8   | 9     | 0      | 17    |
| 3    | Puerto Rico (PUR)          | 0   | 3     | 2      | 5     |
| 4    | Venezuela (VEN)            | 0   | 2     | 0      | 2     |
| 5    | Cuba (CUB)                 | 0   | 0     | 8      | 8     |
| 6    | Argentina (ARG)            | 0   | 0     | 2      | 2     |
| 6    | Belice (BIZ)               | 0   | 0     | 2      | 2     |
| 8    | República Dominicana (DOM) | 0   | 0     | 1      | 1     |
| 8    | Panamá (PAN)               | 0   | 0     | 1      | 1     |